# キオーンス
キオーンス（伊: Chions）は、イタリア共和国フリウリ＝ヴェネツィア・ジュリア州ポルデノーネ県にある、人口約5,100人の基礎自治体（コムーネ）。

## 地理

### 位置・広がり

#### 隣接コムーネ
隣接するコムーネは以下の通り。括弧内のBLはヴェネツィア県（ヴェネト州）所属を示す。
- アッツァーノ・デーチモ
- チント・カオマッジョーレ (VE)
- フィウーメ・ヴェーネト
- プラマッジョーレ (VE)
- プラヴィズドーミニ
- サン・ヴィート・アル・タリアメント
- セスト・アル・レーゲナ

### 気候分類・地震分類
キオーンスにおけるイタリアの気候分類 (it) および度日は、zona E, 2665 GGである。
また、イタリアの地震リスク階級 (it) では、zona 3 (sismicità bassa) に分類される。

## 行政

### 分離集落
キオーンスには、以下の分離集落（フラツィオーネ）がある。
- Basedo, Chions, Taiedo, Torrate, Villotta (sede comunale)

## 姉妹都市
- Luisant、フランス
- Villanueva del Pardillo、スペイン